# Herman II. Celjski
Herman II. Celjski (o. 1360. – Bratislava, 13. listopada 1435.), grof i hrvatski ban iz obitelji Celjskih. Sin je Hermana I. i Katarine Kotromanić. U vrijeme Hermana II. grofovi Celjski doživljavaju ubrzani društveni i materijalni razvitak.

## Životopis
Godine 1396. spasio je kralju Sigismundu život u bici kod Nikopolja i pomogao mu da se spusti lađom od Dunava prema Carigradu i vrati u Hrvatsko-Ugarsko Kraljevstvo. U znak zahvalnosti, kralj mu je 1397. darovao Varaždin, a 1399. godine Zagorsku županiju. Dobivanjem posjeda na području Slavonije, obitelj Celjski ušla je u krug hrvatske feudalne elite.
Herman II. je ustanovio dinastičku vezu s dinastijom Luksemburgovaca, udavši svoju kćer Barbaru za kralja Sigismunda. Godine 1406. imenovan je slavonskim banom, a djelovao je i kao pouzdanik i diplomat kralja Sigismunda.
Budući da je preko majke bio u srodstvu s dinastijom Kotromanića, Herman II. sklapa 1427. ugovor o nasljeđivanju s kraljem i banom u Bosni Tvrtkom II. prema kojem je prijestolje trebalo pripasti Hermanu ako kralj umre bez muških potomaka.
U razdoblju od 1423. i 1435. bio je ponovno na dužnosti hrvatskog bana.